# Jonska zveza
Jonska zveza (starogrško Ἴωνες, Íōnes; κοινὸν Ἰώνων, koinón Iōnōn; ali κοινὴ σύνοδος Ἰώνων, koinē sýnodos Iōnōn; latinsko commune consilium) imenovana tudi Panionska zveza, je bila konfederacija, nastala ob koncu meliaške vojne sredi 7. stoletja pr. n. št., ki je obsegala dvanajst jonskih mestnih državic (dodekapolis, ki jih je bilo še veliko). Biča je najzgodnejša zveza mestnih držav na tem območju.

## Pregled
Dvanajst antičnih mestnih držav je Herodot naštel kot:
- Milet, Mjus in Priena — vsa so bila v Kariji (regija v Mali Aziji) in so govorili isto narečje;
- Efez, Kolofon, Lebedus, Teos, Klazomena in Fokaja — vse so bile v Lidiji in/ali regiji, ki je danes znana kot Jonija (oboje tudi v Mali Aziji, Lidija se razteza veliko dlje v notranjost glede na Jonijo), govorili so drugo narečje;
- Hios (otok) in Eritrej (Mala Azija) — s skupnim narečjem; in
- Samos (otok) — s svojim narečjem.

Po letu 650 pr. n. št. je bila Smirna, prvotno eolsko mesto na meji z Jonci, povabljena, da zmanjša Eolido in poveča Jonijo tako, da se pridruži zvezi, kar je tudi storila.
Eden najzgodnejših znanih zgodovinskih virov, Herodotova Zgodovine grško Ἱστορίαι, antično grško [historíai̯]) in zgodnji napisi se nanašajo na pravno ustanovljeno telo, ki se običajno prevaja z "zveza" kot "Jonci" v posebnem pomenu mest, ki jih vključuje. Človek torej bere o mestih, svetu ali odločitvah "Joncev". Pisci in dokumenti helenističnega obdobja izrecno uporabljajo izraz koinon (»običajna stvar«) ali sinodos (»sinoda«) Joncev in ga anahronično uporabljajo za zgodnjo zvezo, ko jo omenjajo.
Zveza je bila nekajkrat razpuščena in nekajkrat ponovno ustanovljena, vmes pa se je njena dejanska moč spreminjala. Pod Rimskim cesarstvom je bilo dovoljeno izdati lastne kovance pod imenom koinon Iōnōn na eni strani in obraz cesarja na drugi strani.

## Ustanovitev
Meliaška vojna je bila končna obračunana med starodavno državo Karijo in Jonci, ki so bili nekaj stoletij naseljenci na njeni zemlji ob izlivu reke Maeander. Njihovo zadnje oporišče je bila utrjena naselbina Melia na manjšem vrhu Dilek Daglari na severnih pobočjih gore Mikale, kjer je bil sedež njihovega čaščenja Pozejdona Helikonija. Utrdba je bila zgrajena v začetku 7. stoletja pr. n. št.
Karijci in Jonci so se več generacij poročali, vendar je karijska država vztrajala, dokler je ni premagala koalicija jonskih mest in mednje razdelila ozemlja. Glede na naraščajočo perzijsko grožnjo so se odločili nadaljevati koalicijo kot Jonska zveza in zgraditi novo versko in politično središče v Meliji.
Delegati (theoroi) zveze so se zbrali, da bi proslavili Panionijo, verski praznik in igre (panegiris), posvečene Pozejdonu Heliconiusu v Pozejdonovem svetišču, imenovanem Panionium. Jonci (ki so se združili s Karijci) so se odločili, da bodo nadaljevali čaščenje Pozejdona. Sčasoma je bil okoli leta 540 pr. n. št. postavljen nov tempelj bogu. (Njegove ruševine in lokacija Melia so bili del odkritij Lohmanna in drugih iz leta 2004; pred tem so prevladovale druge teorije o lokaciji.)